# Bildungsurlaub
Bildungsurlaub ist eine besondere Form des Urlaubs, die der beruflichen oder politischen Weiterbildung dient. Er wird oft auch Bildungsfreistellung genannt, um den Eindruck eines Erholungsurlaubs zu vermeiden.

## Länderspezifische Details zum Bildungsurlaub

### Bundesrepublik Deutschland
Im Übereinkommen Nr. 140 der Internationalen Arbeitsorganisation (ILO) über den bezahlten Bildungsurlaub vom 24. Juni 1974 hatte sich die Bundesrepublik Deutschland völkerrechtlich verpflichtet, einen bezahlten Bildungsurlaub zum Zwecke der Berufsbildung, der allgemeinen und politischen Bildung sowie der gewerkschaftlichen Bildung einzuführen. Da der Bund allerdings durch die Kulturhoheit der Länder keine Bildungshoheit hat, verabschiedeten die Bundesländer im Rahmen der konkurrierenden Gesetzgebung eigene Landesgesetze, die Arbeitnehmern einen Anspruch auf die Gewährung von Bildungsurlaub geben.
Die westdeutschen Länder führten den Bildungsurlaub ab 1974 ein, zuerst Hamburg, bis in die 1990er Jahre die restlichen Bundesländer außer Bayern; nach der deutschen Einigung zogen die ostdeutschen Länder außer Sachsen nach. Gesetzliche Regelungen gibt es außerdem für Betriebsratsmitglieder nach dem Betriebsverfassungsgesetz von 1972 und für Beschäftigte des öffentlichen Dienstes (Bund) aufgrund eines Rundschreibens zur Arbeitsbefreiung aus dem Jahr 1965, zuletzt geändert 1997.
Alle diese Landesgesetze gehen von einer bezahlten Freistellung von fünf Arbeitstagen pro Jahr aus (außer Saarland). Der Freistellungsanspruch ist in der Regel auf Themen der politischen und beruflichen Bildung beschränkt; im Gegensatz zur Frühzeit des Bildungsurlaubs liegt heute das Schwergewicht der Nutzung auf berufsnahen Angeboten. Die bildungspolitische Begründung dieser Regelungen besteht in der Auffassung, dass solche Veranstaltungen mobilisierend wirken könnten für das lebenslange Lernen.
Um die Kosten für Arbeitgeber zu begrenzen bzw. aufzufangen, gibt es für kleine und mittlere Unternehmen in Rheinland-Pfalz einen pauschalierten Erstattungsanspruch für die Lohnkosten (§ 8 Bildungsfreistellungsgesetz Rheinland-Pfalz). In Mecklenburg-Vorpommern gibt es einen pauschalierten Erstattungsanspruch in Höhe von 110 Euro pro Tag für politische Weiterbildung und der Qualifizierung für die Wahrnehmung ehrenamtlicher Tätigkeiten bzw. 55 Euro pro Tag für berufliche Weiterbildung. In kleinen Betrieben kann zum Beispiel in Berlin der Antrag abgelehnt werden, wenn bereits 10 % der insgesamt möglichen Tage bewilligt oder genommen worden sind.
| Land | Einführung; Inkrafttreten | Anspruchsdauer | Rechtsgrundlage |
| --- | --- | --- | --- |
| Baden-Württemberg | 1. Juli 2015 | 5 Arbeitstage 2 3 | Bildungszeitgesetz Baden-Württemberg (BzG BW) |
| Bayern | – | – | nicht existent |
| Berlin | 5. Juli 2021 (löste Berliner Bildungsurlaubsgesetz (BiUrlG) vom 24. Oktober 1990 ab)                                            | 10 Arbeitstage in zwei Jahren 1 | Berliner Bildungszeitgesetz (BiZeitG) |
| Brandenburg | 20. Dez. 2023 (löste Gesetz zur Regelung und Förderung der Weiterbildung im Land Brandenburg (BbgWBG) vom 16. Dezember 1993 ab) | 10 Arbeitstage in zwei Jahren 1 | Gesetz zur Regelung und Förderung der Erwachsenenbildung im Land Brandenburg (Brandenburgisches Erwachsenenbildungsgesetz) (BbgEBG)                                    |
| Bremen | 1. Jan. 1975 | 10 Arbeitstage in zwei Jahren 1 | Bremisches Bildungszeitgesetz (BremBZG) |
| Hamburg | 1. Apr. 1974 | 10 Arbeitstage in zwei Jahren 5 | Hamburgisches Bildungsurlaubsgesetz (HBGBildUrlG) |
| Hessen | 1. Feb. 1999 (löste Gesetz über den Anspruch auf Bildungsurlaub vom 16. Oktober 1984 ab)                                        | 5 Arbeitstage 1 Die Beschäftigten können den verbleibenden Anspruch auf Bildungsurlaub nur auf das nächste Kalenderjahr übertragen. Die Übertragung ist bis zum 31. Dezember des laufenden Jahres schriftlich gegenüber der Beschäftigungsstelle zu erklären. | Verordnung zur Durchführung des Hessischen Gesetzes über den Anspruch auf Bildungsurlaub (BiUrlGDV) Hessisches Gesetz über den Anspruch auf Bildungsurlaub (BiUrlG HE) |
| Mecklenburg-Vorpommern | nach 13. Dez. 2013 (löste Bildungsfreistellungsgesetz vom 7. Mai 2001 ab)                                                       | 5 Arbeitstage 2 3 | Gesetz zur Freistellung für Weiterbildungen für das Land Mecklenburg-Vorpommern (Bildungsfreistellungsgesetz Mecklenburg-Vorpommern) (BfG M-V)                         |
| Niedersachsen | 1. Jan. 1975 | 5 Arbeitstage / 10 in zwei Jahren 1 | Niedersächsisches Gesetz über den Bildungsurlaub für Arbeitnehmerinnen und Arbeitnehmer (Niedersächsisches Bildungsurlaubsgesetz – NBildUG)                            |
| Nordrhein-Westfalen | 1. Jan. 1985 | 5 Arbeitstage / 10 in zwei Jahren 1 | Gesetz zur Freistellung von Arbeitnehmern zum Zwecke der beruflichen und politischen Weiterbildung – Arbeitnehmerweiterbildungsgesetz (AWbG)                           |
| Rheinland-Pfalz | 1. Apr. 1993 | 10 Arbeitstage in zwei Jahren 1 | Landesgesetz über die Freistellung von Arbeitnehmerinnen und Arbeitnehmern für Zwecke der Weiterbildung (Bildungsfreistellungsgesetz) (BFG)                            |
| Saarland | 19. März 2010 (löste Saarländisches Weiterbildungs- und Bildungsfreistellungsgesetz (SWBG) vom 17. Januar 1990 ab)              | 5 Arbeitstage | Saarländisches Bildungsfreistellungsgesetz (SBFG) |
| Sachsen | – | – | nicht existent |
| Sachsen-Anhalt | 1. Jan. 1998 | 5 Arbeitstage / 10 in zwei Jahren 1 | Gesetz zur Freistellung von der Arbeit für Maßnahmen der Weiterbildung (Bildungsfreistellungsgesetz) (BiFreistG ST)                                                    |
| Schleswig-Holstein | 30. März 2012 (löste Bildungsfreistellungs- und Qualifizierungsgesetz (BFQG) vom 7. Juni 1990 ab)                               | 5 Arbeitstage / 10 in zwei Jahren 1 | Weiterbildungsgesetz Schleswig-Holstein (WBG) |
| Thüringen | 1. Jan. 2016 | 5 Arbeitstage / 10 in zwei Jahren 1 | Thüringer Bildungsfreistellungsgesetz (ThürBfG) |
| 1 bei mehr oder weniger als 5 Arbeitstagen in der Woche wird der Anspruch entsprechend angepasst 2 bei weniger als 5 Arbeitstagen in der Woche wird der Anspruch entsprechend angepasst 3 zur Berufsbildung Beschäftigte (Auszubildende, duale Studenten) haben nur Anspruch auf 5 Arbeitstage während der kompletten Ausbildung 5 bei mehr als 5 Arbeitstagen in der Woche beträgt der Anspruch 12 Werktage | | | |

In Bayern und Sachsen gibt es keine Bildungsurlaubsgesetze. Im Dezember 2024 wurde im Koalitionsvertrag der sächsischen CDU und SPD vereinbart, ab 2027 einen Anspruch auf drei Tage Bildungsurlaub pro Jahr für Angestellte einzuführen.
Für Beamte ist die Thematik des Bildungsurlaubs in den Regelungen über den Sonderurlaub mitenthalten, etwa in § 9 der SonderurlaubsVO des Bundes bzw. den Parallelvorschriften der Länder.
Während in den 1980er Jahren Bildungsurlaub noch überwiegend durch die Teilnahme von Arbeitern geprägt wurde, sind Bildungsurlaube heute sehr heterogen mit Arbeitern und Angestellten besetzt. Der Anteil von Frauen ist noch immer gering, hat sich aber gesteigert. Teilzeitbeschäftigte können im Rahmen ihres Beschäftigungsumfangs Bildungsurlaub beantragen.
Derzeit nehmen nur etwa ein bis zwei (in Bremen etwa drei) Prozent aller Arbeitnehmer ihren Anspruch auf Bildungsurlaub wahr.

### Italien
In Italien gab es in den 1970er Jahren ein Bildungsurlaubsmodell, dessen zeitlicher Rahmen und Angebot umfangreicher war als das deutsche Modell. Es wurde bekannt unter dem Namen „150 ore“ (150 Stunden). Demnach standen innerhalb eines Zeitraums von drei Jahren Arbeitnehmern eine bezahlte berufliche Freistellung von bis zu 150 Stunden zu. Ein solcher Bildungsurlaub konnte auch von Arbeitern in Anspruch genommen werden, um fehlende Pflichtschulabschlüsse in Schulen nachzuholen.

### Schweiz
In der Schweiz gibt es bisher nur rudimentäre Ansätze zur Förderung und Regelung von Bildungsurlauben. Gesetzliche Regelungen gibt es bisher nicht. Unternehmen, in denen Bildungsurlaub möglich ist, haben dafür interne Richtlinien bzw. wenden einen nicht formellen Weg zur Genehmigung des Bildungsurlaubes an. Der Bildungsurlaub hängt aufgrund der fehlenden gesetzlichen Verankerung von den Arbeitgebern bzw. entsprechenden Vereinbarungen ab. Seitens der Politik gab es immer wieder Bemühungen, gesetzliche Vorschriften für die Gewährung von Bildungsurlaub zu schaffen, allerdings sind diese bisher gescheitert.
Bildungsurlaub in der Schweiz erhält meist nur hoch qualifiziertes Personal, daher erklärt es sich auch, dass über die Hälfte der beruflichen Weiterbildung in der Schweiz von den Beschäftigten selbst bezahlt werden.